# Здание газеты «Известия»
Здание газеты «Известия» — здание в стиле конструктивизма, расположенное по адресу Пушкинская площадь, 3 в Тверском районе Москвы. Объект культурного наследия регионального значения. С 1927 по 2011 год в здании размещалась редакция газеты «Известия».

## История
Здание типографии и редакции газеты «Известия ЦИК СССР и ВЦИК» было построено в 1925—1927 годах по проекту, составленному архитектором Григорием Бархиным при участии архитектора Ивана Звездина и инженера Артура Лолейта. Оно было возведено на Страстной площади по соседству со Страстным монастырём, на месте дома XVIII века, который ранее принадлежал Марье Ивановне Римской-Корсаковой. Сам Бархин жил на противоположной стороне площади в доходном доме инженера Нирнзее, что помогло обеспечить постоянный надзор за строительством. Здание было завершено к 10-й годовщине Октябрьской революции, 30 октября 1927 года сотрудники газеты заняли кабинеты.
В 1975 году на месте снесённого «дома Фамусова» к зданию был пристроен новый корпус (Пушкинская площадь, 5) по модернистскому проекту авторского коллектива архитекторов под руководством Юрия Шевердяева (архитекторы В. Кильпе, А. Маслов, В. Уткин, инженеры В. Маркович, В. Пернес, Б. Шафран). В 1979 году передвинули в сторону Настасьинского переулка стоявший перед новым корпусом конторский дом Сытина (1904, архитектор А. Э. Эрихсон, при участии В. Г. Шухова), который также включили в комплекс зданий «Известий». В 2011 году редакция «Известий» переехала в новый офис, и спустя год началась реконструкция исторического здания, продлившаяся до 2018 года.

## Архитектура
Здание состоит из 2 корпусов, соединённых лестничным блоком. Выделенный под строительство участок был невелик, но требовалось поместить в одном здании весь коллектив «Известий», поэтому первоначальный проект предполагал возведение над лестничным блоком башни высотой 12 этажей. Отказаться от неё пришлось в 1926 году, когда вступил в силу запрет на строительство зданий выше 7 этажей в пределах Садового кольца.
Рисунок фасада здания сформирован каркасом, подчёркнутым архитектурными элементами: вертикальные и горизонтальные перекрытия создают чёткую сетку с квадратными проёмами окон типографии, занимающей нижние уровни. На верхнем этаже расположены кабинеты редакции с большими круглыми окнами-иллюминаторами. Динамику фасаду придают асимметрично расположенные балконы и квадратные часы на торце здания. Кирпичные стены оштукатурены с имитацией бетона, нового для 1920-х годов материала. Отделочными работами занимались итальянские мастера, ранее работавшие над зданием Музея изобразительных искусств, использовались опробованные на здании музея технологии, например, добавление гранитной крошки в штукатурку.
Одним из немногих декоративных элементов является венчающая фасад надпись «Известия ЦИК СССР и ВЦИК», выполненная палочным шрифтом (без овалов и дуг). Подобный леттеринг был популярен в Советском Союзе в 1920—30-х годах. Установленная на здании изначально, впоследствии она была заменена на модерновый логотип издания, восстановлена по эскизам и ракурсным фотографиям во время реставрации в 2013 году и возвращена на историческое место в 2014-м.